# Ciyuan
Ciyuan (kinesiska: 茨院, 茨院回族乡) är en socken i Kina. Den ligger i provinsen Yunnan, i den sydvästra delen av landet, omkring 260 kilometer norr om provinshuvudstaden Kunming. Antalet invånare är 26 296. Befolkningen består av 12 885 kvinnor och 13 411 män. Barn under 15 år utgör 26,0 %, vuxna 15-64 år 67 %, och äldre över 65 år 5,0 %.
Genomsnittlig årsnederbörd är 1 008 millimeter. Den regnigaste månaden är juli, med i genomsnitt 228 mm nederbörd, och den torraste är december, med 7 mm nederbörd.